# Robert Todd Lincoln
Robert Todd Lincoln (1 tháng 8 năm 1843 – 26 tháng 6 năm 1926) sinh ra ở Springfield, Illinois, Hoa Kỳ, là con đầu lòng của Abraham Lincoln và Mary Todd Lincoln. Ông là người con duy nhất trong bốn người con của Lincoln (qua đời vì lao hay thương hàn) sống đến tuổi già và qua đời ở tuổi 82. Trước đó, ông đã từng là Bộ trưởng Chiến tranh Hoa Kỳ (1881-1885) dưới thời 2 vị tổng thống James A. Garfield và Chester Alan Arthur.

## Cuộc đời
Con trai tổng thống Abraham Lincoln là Robert Todd Lincoln ở bên cạnh cha khi ông bị ám sát. Sau đó, ông Robert cũng trở thành nhân chứng trong vụ tổng thống James Garfield bị ám sát. 20 năm sau vào năm 1901 tổng thống William Mickinley mời ông tới New York để gặp mặt. Ngày hôm đó, tổng thống Mckinley cũng bị ám sát. kể từ đó, ông Robert đã từ chối bất kỳ lời mời nào của tổng thống Mỹ vì không muốn chứng kiến cảnh ông chủ Nhà Trắng nào mất mạng nữa.